# علوم رفتاری
علوم رفتاری شامل تمامی رشته‌هایی است که کاوش در فعالیت و کنشهای میان ارگانیسمهای یک دنیای طبیعی می‌پردازد. این علم شامل آنالیزهای سیستمی و بررسیهای حیوانات و انسانهای از طریق مشاهدات تجربی طبیعی کنترل شده و فرمول‌بندیهای دقیق است. نمونه‌هایی از علوم رفتاری عبارتند از: روان‌شناسی، علوم شناختی و مردم‌شناسی.